# Clube Desportivo de Paço de Arcos
O Clube Desportivo Paço de Arcos é um Clube Desportivo da vila de Paço d'Arcos no município de Oeiras. A sua equipa de Hóquei em Patins que atualmente compete na I Divisão Nacional. Entre os anos 1944 e 1948 conseguiu ganhar 5 Campeonatos Nacionais Consecutivos. No ano 2000 venceu a Taça World Skate Europe ao derrotar a equipa espanhola do  CP Voltregà na final. Anteriormente, o CD Paço de Arcos havia perdido as finais de 1988 frente aos italianos do HC Amatori Vercelli e de 1998 frente aos espanhóis do CE Noia.

## História
Falar da História do Clube Desportivo de Paço de Arcos, é falar inevitavelmente da história da Vila de Paço de Arcos e das suas envolventes.
Se de facto, qualquer movimento sócio desportivo assenta na força e determinação de uma gente, este clube é prova inequívoca de que a “Raça” se mistura com a “Mística”, e que o “Crer” é por si só, uma alavanca poderosa para alcançar o bem comum.
No CDPA a relevância e protagonismo de um povo, eleva-se no seu orgulho bairrista, personalizando assim, um dos mais generosos e belos exemplos da entidade servidora e verdadeiramente pública.
O nascimento do CDPA está ligado ao futebol, tendo sido o vencedor do primeiro torneio de futebol de nível nacional (1929), ganhando a cobiçada taça em ouro, a "Taça de Ouro do Futebol".
"Os primeiros tempos do Clube foram difíceis. Em 1921, os rapazes da praia utilizavam o "campo" das Fontaínhas para os jogos de futebol. Aí fundaram o Futebol Clube de Paço de Arcos, um clube sem sede e sem organização, mas com ânimo e determinação. Um ano depois (1922), formou-se outro clube, o Sport Lisboa e Paço de Arcos, também sem bases seguras, virado à vela e ao ténis. Os diretores adiantavam, com frequência, o dinheiro para os pagamentos. Dizia-se que o desporto em Paço de Arcos teria vida curta. Porém, contra a descrença de uns e o derrotismo de outros, os dois clubes deram-se as mãos e criaram um a sério, já com estatutos e algumas estruturas. Foi assim que o Paço de Arcos Sports Clube apareceu, em 1926. Primeiro, o futebol e a vela; depois, a natação, o ténis de mesa e o basquetebol.
Na década de 30, outros dois novos clubes se fundaram. O Desportivo Académico de Paço de Arcos, em 1937, e o Paço de Arcos Hóquei Clube, em 1939.
O D.A.P.A. com natação, basquetebol e futebol; o P.A.H.C., com hóquei em patins e patinagem. Qualquer destes clubes, já "adulto", dava nas vistas com vitórias e títulos. Mas a vila de Paço de Arcos não tinha alicerces humanos e económicos para suportar três clubes. Daí, a necessidade de uni-los num só, forte e grande, capaz de dar resposta aos anseios da população, nomeadamente da juventude.
E fez-se a fusão, em 1944. E fundou-se o glorioso Clube Desportivo de Paço de Arcos."
O CDPA tem-se recriado ao longo do tempo em múltiplas modalidades e projetado uma imensidão de campeões. São disto exemplos a pesca desportiva, a subaquática, o andebol, o basquetebol, o futebol, a ginástica a aeróbica, o ballet, o cardiofank, o karaté, a musculação a canoagem, a vela nas suas inúmeras classes, a patinagem artística e a modalidade rainha o hóquei patins.
O hóquei em patins começa a ganhar destaque em 1941, ao ganhar o seu primeiro troféu (Taça de Honra de Lisboa) e a partir dai não mais parou.
Possuidor de um curriculum que ombreia com os melhores do mundo, facto bem assente nas sete vitórias no Campeonato Nacional, inúmeras vitórias nas Taça de Portugal, vencedor de diversos torneios internacionais como a Taça Latina e o torneio de Montreaux, vencedor da Taça World Skate Europe. Nesta modalidade é  o clube  português com maior número de atletas chamados à seleção nacional em vários escalões etários, originando assim um “pack” sustentado de campeões da Europa e do mundo, de ampliação constante, baseado na dedicação às camadas jovens e à aprendizagem.
Foram verdadeiros embaixadores do clube e do país, para além de todos os Campeões em várias faixas etárias e em todas as modalidades, os consagrados e já imortalizados no imaginário de todos os Portugueses, os grandes Emídio Pinto, o melhor guarda redes do mundo, Correia dos Santos, o melhor avançado do mundo e o ainda maior Jesus Correia.
Por tudo isto, difícil seria furtar-se este clube às imensas taças, troféus e medalhas conquistadas por todo o mundo fora, bem como o respeito granjeado pela sua metódica e rigorosa governação, espelho de uma visibilidade e disciplina, reconhecida e condecorada por todos.
As competições náuticas, que remontam ao tempo de D. Maria II, em Paço de Arcos, conquistaram também uma importante projeção internacional, da qual importa destacar a vitória no campeonato do mundo por Rui Coelho em 1994, em "Laser" (radial).
O objetivo do CDPA é incrementar sob o lema “Amizade primeiro, competição depois”, o Desporto, a Educação Física, a Cultura e o Recreio, tendo ao longo dos anos a sua atividade sido reconhecida e distinguida.

## Palmarés do Hóquei
Possuidor de um curriculum que ombreia com os melhores do mundo, facto bem assente nas sete vitórias no Campeonato Nacional, inúmeras vitórias nas Taça de Portugal, vencedor de diversos torneios internacionais como a Taça Latina e o torneio de Montreaux, vencedor da Taça World Skate Europe. Nesta modalidade é  o clube  português com maior número de atletas chamados à seleção nacional em vários escalões etários, originando assim um “pack” sustentado de campeões da Europa e do mundo, de ampliação constante, baseado na dedicação às camadas jovens e à aprendizagem.
O CDPA além de ter sempre disputado o Campeonato Nacional da 1ª Divisão (onde, nas décadas de 40 e 50 foi Campeão Nacional por 8 vezes), participou de 1994 a 1999 nas seguintes Competições Europeias: Taça World Skate Europe (94/95, 96/97, 97/98, 99/2000), Taça das Taças (95/96) e Liga dos Campeões (98/99). Na de 1999/2000, classificou-se em 4º lugar no Campeonato Nacional da 1ª Divisão e foi vencedor da Taça World Skate Europe.

### Equipa Sénior
CAMPEONATO NACIONAL 
1942, 1944, 1945, 1946, 1947, 1948, 1953, 1955
TAÇA WORLD SKATE EUROPE 
1999/2000
CAMPEONATO DISTRITAL DE LISBOA (Regional Sul)
1. Categoria: 1943, 1944, 1946, 1947, 1948. 1948, 1949, 1952 1955 1958
Reserva: 1952, 1979, 1987, 1988
2. Categoria: 1942, 1943, 1944, 1946, 1947, 1948, 1949 1951 1953
3. Categoria: 1943, 1946, 1947 1950
TORNEIO DE ABERTURA
1944, 1945, 1967, 1980
TAÇA DE HONRA DE LISBOA (ou do Sul)
1941, 1943, 1944, 1946, 1948, 1949
TORNEIO DO OUTONO
1942
TORNEIO ESPECIAL
2. Categoria: 1945
TORNEIO DA COSTA DO SOL
2. Categoria: 1950, 1952 e 1967

### Formação
Nas camadas jovens também estas já conquistaram, os seguintes títulos nacionais:
Infantis A - 11 vezes Campeões Nacionais (81/82, 82/83 89/90, 92/93, 93/94, 97/98, 98/99, 00/01, 02/03, 09/10, 11/12)
Infantis B - 3 vezes Campeões Nacionais (93/94, 94/95, 99/00)
Iniciados – 5 vezes Campeão Nacional em 83/84, 84/85,  99/00, 00/01 e 04/05
Juvenis - 3 vezes Campeão Nacional de 96/97 98/99 e 00/01
Juniores –5 vezes Campeão Nacional em 66/67, 95/96, 00/01, 01/02 e 06/07
JUNIORES
CAMPEONATO DE PORTUGAL
1967
CAMPEONATO DISTRITAL DE LISBOA
1942, 1952, 1967, 1980, 1987
PRINCIPIANTES
1951, 1952, 1963, 1964, 1965, 1966
JUVENIS
TORNEIO DE ABERTURA
1977
CAMPEONATO REGIONAL
1978, 1979, 1985
TAÇA NACIONAL
1985 Taça APL (11/12 e 12/13)
INFANTIS
CAMPEONATO DE LISBOA
1973, 1975, 1978, 1988
TAÇA NACIONAL
1990 Taça APL (09/10, 10/11, 11/12)
INICIADOS
CAMPEONATO DISTRITAL DE LISBOA
1968, 1975, 1978, 1984
TORNEIO DE ABERTURA
1977" Taça APL (13/14)